# Centruroides simplex
Espèce
Synonymes
- Centrurus granosus simplex Thorell, 1876
- Rhopalurus hasethi arubensis Bakker, 1963

Centruroides simplex est une espèce de scorpions de la famille des Buthidae.

## Distribution
Cette espèce est endémique d'Aruba.

## Description
Le mâle holotype mesure 61 mm.
Les mâles mesurent de 44 à 51 mm et les femelles de 33 à 65 mm.

## Systématique et taxinomie
Cette espèce a été décrite sous le protonyme Centrurus granosus simplex par Thorell en 1876. Elle est placée en synonymie avec Centruroides margaritatus par Pocock en 1902. Elle est relevée de synonymie et élevée au rang d'espèce par Armas, Teruel et Kovařík en 2011 qui dans le même temps place Rhopalurus hasethi arubensis en synonymie.

## Publication originale
- Thorell, 1876 : « Études Scorpiologiques. » Atti della Societa Italiana di Scienze Naturali, vol. 19, p. 75–272 (texte intégral).